# Mersch
Mersch (lb. Miersch) − miejscowość i gmina (gemeng / commune / Gemeinde) w środkowym Luksemburgu, siedziba administracyjna kantonu Mersch. Do 3 października 2015 gmina leżała w dystrykcie Luksemburg. Siedziba administracyjna gminy znajduje się w miejscowości Mersch. Liczy 10 393 mieszkańców (1 stycznia 2023). Znajduje się tutaj zamek oraz stacja kolejowa Mersch.

## Podział administracyjny
Do gminy należy 20 miejscowości, w tym osiem (Uertschaft) oraz dwanaście lieu-dit:
1. Beringen (Biereng)
2. Beringerberg (Bierengerbierg), lieu-dit
3. Berschbach (Bierschbech), lieu-dit
4. Binzrath (Bënzert), lieu-dit
5. Essingen (Essen)
6. Finsterthal (Fënsterdallerhaff), lieu-dit
7. Hilbech, lieu-dit
8. Hosbech, lieu-dit
9. Hunnebour (Hunnebuer), lieu-dit
10. Hühnerhof (Héngerhaff), lieu-dit
11. Mersch (Miersch)
12. Mersch Gare (Miersch-Gare), lieu-dit
13. Moesdorf (Miesdref / Mösdorf)
14. Pettingen (Pëtten / Pittingen)
15. Reckange (Recken / Reckingen)
16. Recken-Barrière, lieu-dit
17. Rollingen (Rolleng)
18. Rouschthaff, lieu-dit
19. Scheuerhof (Scheierhaff), lieu-dit
20. Schoenfels (Schëndels / Schönfels)